# Cedusa turkestanica
Cedusa turkestanica är en insektsart som först beskrevs av Dubovskii 1965.  Cedusa turkestanica ingår i släktet Cedusa och familjen Derbidae. Inga underarter finns listade i Catalogue of Life.